# エルナー
エルナー株式会社（英: ELNA CO., LTD.）は、東京都中央区に本社を持つ電子部品メーカー。

## 沿革
- 1934年（昭和9年）- エルナー電子株式会社がアルミ電解コンデンサを生産・販売開始。
- 1937年（昭和12年）5月 - 会社設立（太陽ストレート株式会社）。
- 1960年（昭和35年）2月 - プリント配線板の生産と販売を開始。
- 1968年（昭和43年）3月 - エルナー電子株式会社を吸収合併。
- 1970年（昭和45年）
  - 6月 - 商号をエルナー株式会社に変更。
  - 12月 - 東京証券取引所第2部に上場。
- 1977年（昭和52年）3月 - 米国に販売会社、エルナーアメリカ株式会社を設立。
- 1984年（昭和59年）8月 - 旭硝子株式会社（現・AGC）が筆頭株主となる。
- 2006年（平成18年）4月 - 日本産業第二号投資事業有限責任組合が筆頭株主となる。
- 2015年（平成17年）
  - 6月 - 再び旭硝子が筆頭株主となる[2]。
  - 12月 - 太陽誘電株式会社が筆頭株主となる[3]。
- 2018年（平成30年） 
  - 3月 - 2017年12月期において債務超過に陥ったため、東京証券取引所から上場廃止に係る猶予期間入り（2018年1月1日〜12月31日）の指定を受ける[4]。
  - 4月 - 太陽誘電の子会社となる[5]。プリント基板事業をエルナープリンテッドサーキットへ吸収分割[6]。
  - 12月 - 東京証券取引所第2部上場廃止[7]。
- 2019年（平成31年）1月 - 株式交換により、太陽誘電の完全子会社となる[7]。